# Летни олимпийски игри 1940
Дванадесетите летни олимпийски игри е трябвало да се проведат в Токио, Япония от 21 септември до 6 октомври 1940 г.
Събитието обаче така и не започва поради избухването на Втората световна война. Игрите са преместени от Токио в Хелзинки още преди началото на войната, но след започването на военните действия олимпиадата е напълно отменена.
Следващите олимпийски игри са в Лондон през 1948 г.